# Письма Баламута
«Письма Баламута» (англ. The Screwtape Letters) — повесть Клайва Льюиса, написанная в 1942 году в традициях эпистолярного жанра, где внешне забавное повествование скрывает в себе серьёзную духовную проблематику.

## История написания
Когда началась Вторая мировая война, Льюис записался в ополчение. И если отношение у него к Первой мировой войне было как к чему-то абсолютно бессмысленному, то теперь война рассматривалась им как ещё одно сражение в бесконечной цепи битв между вселенскими силами Добра и Зла. Льюиса приглашали выступать, то к лётчикам, то на радио (не как филолога, а как проповедника), и именно тогда ему пришло в голову описать самые обычные искушения от лица и имени беса. Задуманные как проповеди и призванные поднять воинский дух, письма Баламута (первоначально названные «От беса к бесу» или «Как бес бесу») были опубликованы в газете The Manchester Guardian в 1941 году. Однако известность Льюису пришла только после 1943 года, когда «Письма Баламута» были переизданы в Америке.

## Сюжет
Произведение имеет вид серии писем, написанных старым бесом Баламутом (англ. Screwtape) своему юному племяннику, бесу-искусителю — Гнусику (англ. Wormwood — полынь). Баламут занимает административную должность в бюрократии Ада, но действует скорее как наставник, чем руководитель Гнусика, заканчивая каждое письмо трогательной подписью «Твой любящий дядя Баламут» (англ. Your affectionate uncle, Screwtape).
Всего в книге представлены тридцать одно письмо, в которых Баламут дает подробные рекомендации по подрыву веры и поощрению греха в человеке. «Клиент» Гнусика, душу которого он должен заполучить, — молодой англичанин, сначала вращающийся в кругу материалистов, затем знакомящийся с верующей девушкой из христианской семьи. Идёт война, и когда начинаются бомбардировки города, где живёт мужчина, он погибает, не утратив веры, так что душа его не достаётся Гнусику.

## Экранизация
В начале 2007 года было объявлено начало работы над полнометражной одноимённой экранизацией «демонической переписки». Компания 20th Century Fox приобрела права на экранизацию «Писем Баламута» еще в 1950 году. Работать над картиной 20th Century Fox решили совместно с продюсерской компанией Walden Media (они уже работали вместе над лентой «Хроники Нарнии: Покоритель Зари»). Первоначальная дата релиза была назначена на 2008 год, но потом была перенесена на 2010.
Согласно данным Internet Movie Database режиссёр фильма пока неизвестен. Продюсировать фильм приглашены Рэнди Арге (англ. Randy Argue), Дуглас Грешам и Ральф Уинтер, которые уже работали с Walden Media над экранизациями Хроник Нарнии.
Фильм должен был совместить в себе живых актеров и компьютерных персонажей, однако критики скептически настроены к возможности экранизации ограниченного по действию романа из серии писем.

## «Баламут предлагает тост»
Короткий рассказ «Баламут предлагает тост», написанный в 1958 году и являющийся продолжением «Писем», впервые был издан в 1959 году. Как впоследствии писал Льюис, он не собирался продолжать историю Баламута, наоборот, было бы неплохо написать уравновешивающее наставление архангела, но когда журнал «The Saturday Evening Post» попросил его что-нибудь написать, идея сказать «важные вещи через беса» сформировалась в «Баламут предлагает тост».
По сути, этот очерк является критикой Льюисом государственного образования. В качестве ужасного примера рассматривается система образования США (об этом писал сам Льюис в предисловии к американскому изданию), где остро стоит проблема противостояния мнимому «врагу» (как раз идёт Холодная война), а среди работников активно процветает членство в профсоюзах и так называемое равенство.
Сюжет сводится к тому, что в качестве почётного гостя Баламут провозглашает тост на Выпускном банкете бесов-искусителей.